# Дуго Поље (Кисељак)
Дуго Поље је насеље у општини Кисељак, Босна и Херцеговина.

## Демографија
Према попису из 2013. године, у њему је живјело 290 становника.
| Етничка припадност | Број | Проценат |
| ------------------ | ---- | -------- |
| Хрвати             | 238  | 82,1%    |
| Бошњака            | 43   | 14,8%    |
| Срби               | 2    | 0,7%     |
| други/непријављени | 7    | 2,4%     |
| Укупно             | 290  | 100%     |